# کیوکو کویزومی
کیوکو کویزومی (انگلیسی: Kyōko Koizumi؛ زادهٔ ۴ فوریهٔ ۱۹۶۶) یک موسیقی‌دان اهل ژاپن است. وی از سال ۱۹۸۲ میلادی تاکنون مشغول فعالیت بوده‌است.